# Reno (Nevada)
Reno (pronuncia inglese /ˈriːnoʊ/) è una città degli Stati Uniti d'America, capoluogo della contea di Washoe, in Nevada. Nel 2024 la popolazione è stimata in 281.537 abitanti, mentre l'area metropolitana con 538.000 persone la rende la terza città più grande dello Stato, dopo Las Vegas ed Henderson, nonché la più grande al di fuori dell'area statistica metropolitana di Las Vegas-Paradise-Henderson.
La città, che sorge in una zona desertica a 42 km a nord della capitale di stato Carson City e a 35 km a nord-est del lago Tahoe, deve la sua fama alla combinazione divertimento-natura, offrendo così un pacchetto turistico più completo rispetto a quello della vicina Las Vegas. Esempi di tutto questo, possono essere il fatto che il primo casinò negli Stati Uniti vide luce proprio a Reno, ed il fatto che nelle vicinanze si trova il lago Topaz, nel bel mezzo di un'area desertica.
Famosa per i casinò, per i divertimenti, per la vita notturna, Reno è soprannominata "The Biggest Little City in the World", ovvero "La più grande piccola città del mondo". Le strade più famose del centro della città e le zone a forte concentrazione di intrattenimenti sono East Fourth Street, Wells Avenue, l'area dell'UNR, Kietzke Lane, e South Virginia St. Most.
Fra le molteplici attrattive invece le più rinomate sono il Pioneer Center, Brüka Theatre, La Bussola, Sierra Arts, e il grandioso Reno Events Center, oltre ad innumerevoli casinò. Reno è inoltre internazionalmente famosa per la rapidità dei contratti di divorzio matrimoniale, in diretta contrapposizione ai matrimoni rapidi che proverbialmente si celebrano nell'eterna rivale Las Vegas.

## Geografia fisica
Secondo lo United States Census Bureau, ha un'area totale di 105,9 miglia quadrate (274,2 km²).

## Storia
L'area intorno a Reno fu abitata dai Martis tra il 2500 a.C. e il 500 d.C. Nel 1850 si stabilirono qui primi coloni che, oltre che di agricoltura, vivevano principalmente di coloni passeggeri in viaggio verso la California. Nel 1869 la Central Pacific Railroad costruì la prima linea ferroviaria transamericana lungo il vecchio percorso dei coloni. Nel corso della costruzione della ferrovia, Reno fu ufficialmente fondata il 9 maggio 1868, dove fu costruito un deposito. Prende il nome da Jesse L. Reno, un generale dell'Unione nella guerra civile americana che morì nella battaglia di South Mountain. La città da allora è cresciuta in modo costante, portandola a una rapida crescita nel 1931 con la legalizzazione del gioco d'azzardo nel Nevada.

## Società

### Evoluzione demografica
Secondo il censimento del 2018, c'erano 248 853 persone.

### Etnie e minoranze straniere
Secondo il censimento del 2010, la composizione etnica della città era formata dal 74,2% di bianchi, il 2,9% di afroamericani, l'1,3% di nativi americani, il 6,3% di asiatici, lo 0,7% di oceaniani, il 10,5% di altre razze, e il 4,2% di due o più etnie. Ispanici o latinos di qualunque razza erano il 24,3% della popolazione.

## Infrastrutture e trasporti

### Aeroporti
La città è servita dall'Aeroporto Internazionale di Reno-Tahoe.

## Amministrazione

### Gemellaggi
- Yellowknife
- Hatzor HaGlilit
- San Sebastián
- Udon Thani
- Taichung
- Shenzhen
- Nal'čik
- Distretto di Nanhai